# Суперкубок Европы по настольному теннису
Суперкубок Европы по настольному теннису — ежегодный международный турнир по настольному теннису, разыгрывавшийся с 2007 по 2012 гг. Соревнования проходили под эгидой ЕТТУ. С 2007 по 2011 г. турнир проводился только в мужском одиночном разряде. В 2012 г. турнир проводили только среди мужских клубных команд. Официальным спонсором турнирa в 2012 году была компания «Газпром».
В турнире 2012 г. принимали участие действующие победитель и финалист мужской части Лиги европейских чемпионов, а также победитель мужской части Кубка ЕТТУ. Ещё одна команда представляла Южную Корею.
Дмитрий Овчаров — единственный игрок, кому удалось выиграть турнир в одиночном и в командном разрядах.

## Победители
| Год  | Место проведения | Мужчины (одиночный разряд) | Мужчины (команды)           |
| ---- | ---------------- | -------------------------- | --------------------------- |
| 2012 | Оренбург         | не проводился              | «Факел Газпрома» (Оренбург) |
| 2011 | Верхняя Пышма    | Микаэль Мэйс               |                             |
| 2010 | Верхняя Пышма    | Дмитрий Овчаров            |                             |
| 2009 | Санкт-Петербург  | Тимо Болль                 |                             |
| 2008 | Видное           | Тимо Болль                 |                             |
| 2007 | Казань           | Тимо Болль                 |                             |

|  |  |  |